# Phil Bloom
Phil Bloom, née  le 27 novembre 1945  à Berkel en Rodenrijs, est une artiste néerlandaise, animatrice, actrice et également photo modèle.

## Biographie
De 1965 à 1966, Phil Bloom suit une formation à l'Académie royale des beaux-arts de La Haye.
Elle est connue pour être la première personne à apparaître complètement nue dans une émission de la télévision néerlandaise. Le 28 juillet 1967, dans le premier épisode de Hoepla, elle est filmée dans le plus simple appareil, assise et lisant un journal. Cependant, la première personne ayant eu un véritable rôle sera Pleuni Touw qui, en 1974, jouera totalement nue dans la série télévisée De Stille Kracht (en). 
Phil Bloom a été membre dans les années 1960 du mouvement Fluxus et vit actuellement à Anvers.

## Filmographie
- 1968 : Professor Columbus (nl) de Rainer Erler (de)